# Sluha dvou pánů
Sluha dvou pánů je klasická divadelní hra, situační komedie Carla Goldoniho z roku 1745, spadající do specifického žánru commedia dell'arte.

## Děj

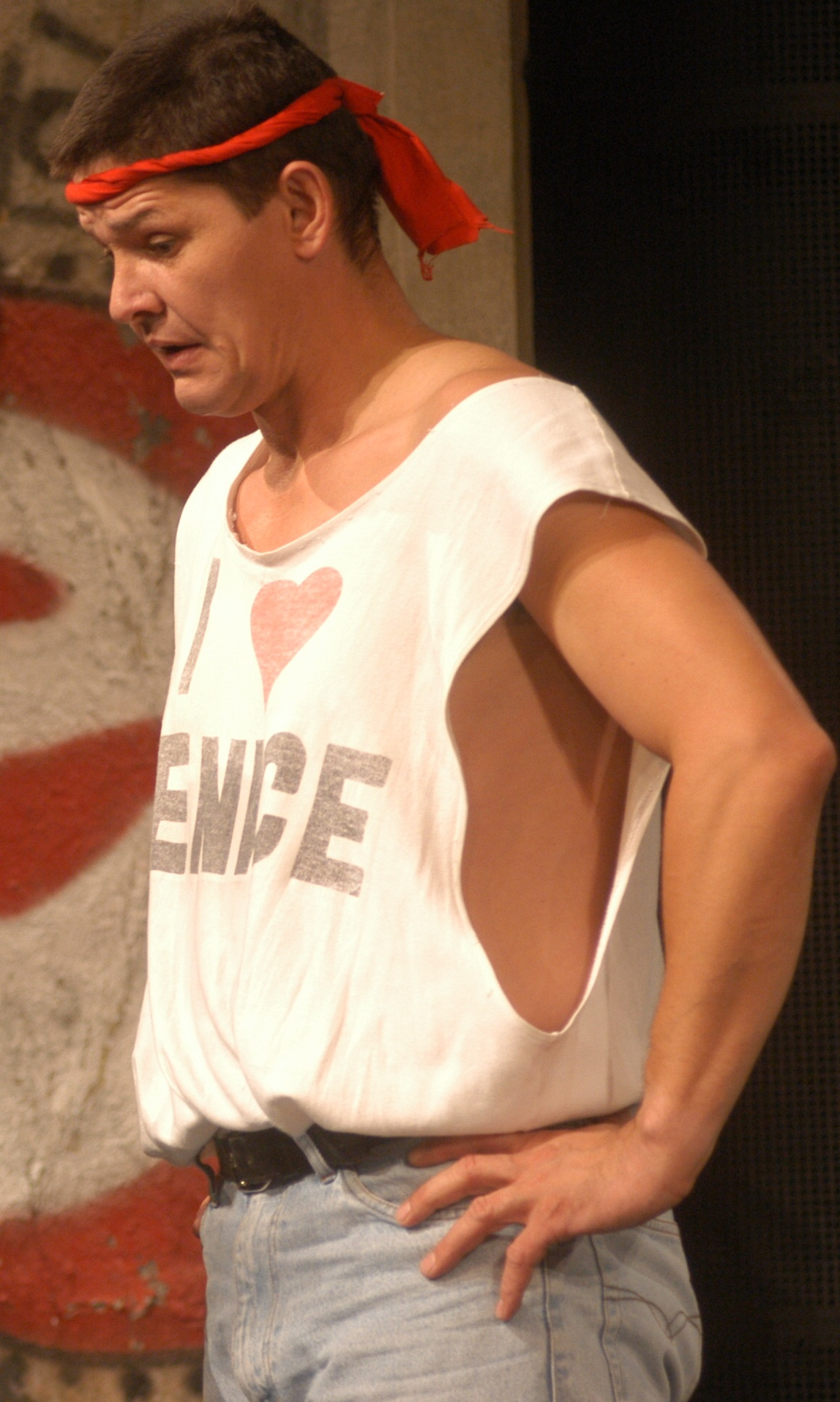
Martin Havelka jako Truffaldino

Beatrice Rasponi, převlečená za svého mrtvého bratra Federica, přijíždí do Benátek společně se svým sluhou Truffaldinem. Hledá tu svého snoubence Florinda, který jejího bratra v souboji zabil a musel utéct z Turína. Florindo skutečně později do Benátek dorazí a také si Truffaldina najme jako sluhu. Služba dvěma pánům naráz je však na Truffaldina moc, většinu zadaných úkolů poplete a dá vzniknout mnoha komickým situacím.
Mezitím si svými problémy prochází i obchodník Pantalone a jeho dcera Clarice. Federico si měl Clarici vzít, Pantalone ji však po jeho smrti zaslíbil Silviovi Lombardimu. Ten se nyní své snoubenky nechce vzdát, stejně tak si Clarice domnělého Federica nechce vzít. Jediný, kdo o přestrojené Beatrici ví pravdu, je hostinský Brighella, kterého ale Beatrice uprosí, aby její hru hrál také a neprozradil ji.
Díky Truffaldinově schopnosti poplést a zamotat úplně vše se mezitím Beatrice a Florindo dozvídají jeden o druhém, kupříkladu když Truffaldino omylem vymění jejich dopisy. Netuší však, že se ubytovali ve stejném hostinci a bydlí vedle sebe. Vše se nakonec vyřeší až ve chvíli, kdy Truffaldino "nedopatřením" řekne oběma pánům o smrti toho druhého a oba si v zoufalství chtějí vzít život. Tehdy Beatrice konečně odhalí svůj převlek a shledá se se svým snoubencem.
Když se vše konečně vysvětlí, Beatrici a Florindovi dojde, že jim Truffaldino sloužil oběma naráz. Truffaldino, který se mezitím zamiloval do Pantaloneho služky Smeraldiny, přiznává barvu a osobitým způsobem se vyzná ze své lásky.

## Současnost

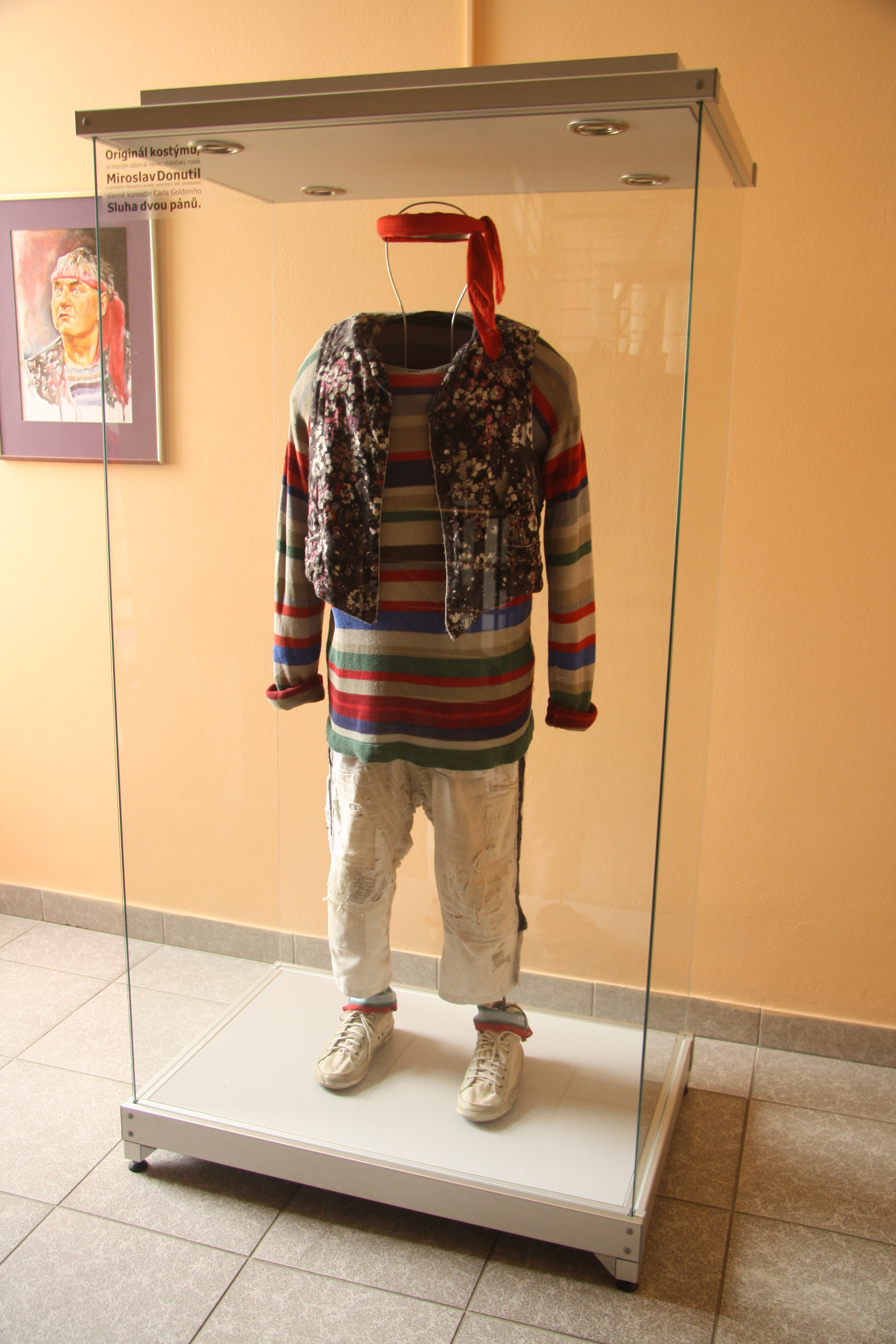
Kostým Miroslava Donutila vystavený v třebíčském divadle Pasáž

Mezi nejznámější současné inscenace této hry patří provedení činohry pražského Národního divadla v režii Ivana Rajmonta s Miroslavem Donutilem v hlavní roli.

### Inscenace Národního divadla
V Národním divadle byla hra poprvé uvedena 30. června 1994. Oficiální premiéru měla 22. září 1994. Poslední, šestisté představení se konalo 27. prosince 2016.

#### Obsazení
| Miroslav Donutil                                    | Truffaldino          |
| Karel Pospíšil / Oldřich Vlček                      | Pantalone de Bisogni |
| Miluše Šplechtová / Antonie Talacková               | Beatrice Rasponi     |
| Barbara Kodetová / Kristýna Hrušínská               | Clarice              |
| Petr Pelzer                                         | Doktor Lombardi      |
| Miroslav Etzler / Alexej Pyško / Igor Orozovič      | Florindo Aretusi     |
| David Matásek / Vilém Udatný / Martin Donutil       | Silvio               |
| Jan Novotný                                         | Brighella            |
| Hana Ševčíková /Jaromíra Mílová / Kateřina Holánová | Smeraldina           |
| Milan Stehlík / Filip Rajmont                       | Číšník               |

### Brněnská inscenace
Tuto komedii mělo ve svém repertoáru od roku 2000 také Městské divadlo Brno. Zde v hlavní roli exceloval herec Martin Havelka. Hra měla derniéru 3. června 2013.

#### Obsazení
| Martin Havelka     | Truffaldino            |
| Ladislav Kolář     | Pantalone Agnivorla    |
| Evelína Kachlířová | Beatrice Rasponi       |
| Pavla Vitázková    | Klárinka               |
| Zdeněk Junák       | Doktor Palmiro Palmare |
| Patrik Bořecký     | Florindo Aretusi       |
| Michal Nevěčný     | Silvínek               |
| Zdena Herfortová   | Brighella hostinská    |
| Irena Konvalinová  | Smeraldina             |